# Sildes de Souza Póvoas
Sildes de Souza Póvoas, mais conhecido como Silveira (Rio de Janeiro, 2 de julho de 1946 – Rio de Janeiro, 9 de março de 2020), foi um futebolista brasileiro que atuou principalmente como zagueiro ou meio de campo.

## Carreira
Começou a sua carreira no Manufatora Atlético Clube da cidade de Niterói, clube onde lhe foi dado o apelido de Silveira, tendo sido um atleta dotado de chute bastante potente, transferindo-se depois para o Fluminense, trajetória parecida com a de outro jogador histórico do Fluminense, o lateral e zagueiro Altair. Tinha também os apelidos de Coice de Mula, Canhão de Sepetiba, ou ainda Linguiça, como era chamado pelos companheiros do Fluminense.
Silveira jogou pelo Fluminense entre 1966 e 1975, disputando 316 jogos, com 150 vitórias, 89 empates e 77 derrotas, marcando 29 gols.
Jogador eclético, no Fluminense jogou com as camisas, 2, 3, 4, 5, 6, 8, 9 e 10, isso apenas até 1972. Considerando a sua posição mais comum como zagueiro, seria o terceiro zagueiro que mais marcou gols na História do Fluminense, atrás apenas de Pinheiro (49) e Edinho (34).
Após sair do Fluminense, Silveira atuou ainda no Sport Club do Recife (1976), Treze Futebol Clube (1976), Colorado Esporte Clube (1977), Operário Futebol Clube (1977 e 1979), Guarani Futebol Clube (1978) e Estrela do Norte, de Guarapari (ES)
Silveira fazia parte dos elencos do Operário, terceiro colocado do Campeonato Brasileiro de Futebol de 1977, e do Guarani, campeão brasileiro de 1978.

## Pós-aposentadoria e morte
Desde 1984, Silveira fazia parte da comissão técnica do Vasco da Gama, onde permaneceu até sua morte, em 9 de março de 2020, quando passou mal e não resistiu após chegar a um hospital.

## Principais títulos
Fluminense
- Campeonato Brasileiro: 1970
- Campeonato Carioca[12]: 1969, 1971, 1973 e 1975
- Taça Guanabara: 1966, 1969, 1971 e 1975
- Torneio José Macedo Aguiar: 1971
- Torneio Internacional de Verão do Rio de Janeiro: 1973
- Taça Independência (Fla-Flu): 1966
- Troféu Jubileu de Prata (Fluminense versus Combinado de Volta Redonda): 1966
- Taça Francisco Bueno Netto (Fluminense versus Palmeiras 1.ª edição): 1968
- Taça Associación de La Prensa  (Esporte Clube Bahia-BA versus Fluminense): 1969
- Taça João Durval Carneiro (Fluminense de Feira-BA versus Fluminense): 1969
- Taça Francisco Bueno Netto (Fluminense versus Palmeiras 2.ª edição): 1969
- Troféu Fadel Fadel - (Fla-Flu): 1969
- Troféu Brahma Esporte Clube: 1969
- Troféu Independência do Brasil - (Fla-Flu): 1970
- Taça Francisco Bueno Netto (Fluminense versus Palmeiras 3.ª edição): 1970
- Taça ABRP-Associação Brasileira de Relações Públicas 1950-1970 (Fluminense versus Vasco): 1970
- Taça Globo (Fluminense versus Clube Atlético Mineiro): 1970
- Troféu 27.º Aniversario dos Estados Árabes (Fluminense versus Vasco): 1972
- Taça O GLOBO (Fla-Flu): 1973
- Taça Professor Eurico Borba: 1974
- Taça Colméia (Fla-Flu): 1974
- Taça Presidente Médici (Fla-Flu): 1974
- Taça João Coelho Netto "Preguinho" (Fluminense versus Corinthians): 1975
- Taça Federação Amazonense de Futebol (Atlético Rio Negro Clube-AM versus Fluminense): 1975
- Troféu Governador Fragelli (Seleção de Cuiabá-MT versus Fluminense): 1975
- Taça Interventor Federal (Bahia versus  Fluminense): 1975

Guarani
- Campeonato Brasileiro: 1978